# Хонер-консерваторія
Хонер-консерваторія (нім. Hohner-Konservatorium) — спеціалізований німецький музичний навчальний заклад з професійної підготовки акордеоністів, розташоване в місті Троссінген. Працює під патронатом фірми-виробника акордеонів Hohner, базується у цьому ж місті, а також адміністрації міста і округу Тутлінген. Заснована в 1934 році як Троссінгенська школа гармоніки (нім. Trossinger Harmonika-Fachschule).
У програму навчальних занять, крім основного інструменту, входять курси фортепіано і диригування, аранжування й оркестровки, історії музики, музичного аналізу, музичної педагогіки і т. д. При консерваторії діє оркестр і джаз-банд. Серед відомих випускників закладу — композитор Жерар Грізе.